# Nautonia nummularia
Nautonia nummularia är en oleanderväxtart som beskrevs av Joseph Decaisne. Nautonia nummularia ingår i släktet Nautonia och familjen oleanderväxter. Inga underarter finns listade i Catalogue of Life.